# Zlatko Tripić
Zlatko Tripić (* 2. Dezember 1992 in Rijeka, Kroatien) ist ein norwegischer Fußballspieler, der auch die bosnisch-herzegowinische Staatsbürgerschaft besitzt. Der Stürmer steht bei Viking Stavanger unter Vertrag.

## Karriere

### Vereine
Tripić wurde im kroatischen Rijeka geboren, wuchs jedoch im norwegischen Lyngdal auf. Dort begann er bei Lyngdal IL seine Karriere. Über die Stationen Tonstad IL und Egersunds IK landete er 2011 bei Molde FK. Dort kam er noch während seiner A-Jugendzeit am 4. August 2011 beim 2:1-Sieg gegen Start Kristiansand zu seinem Debüt in der Tippeligaen. Sein erstes Tor erzielte er am 27. November 2011 zur 1:0-Führung nach 16 Minuten bei der 1:2-Niederlage bei Sogndal Fotball. Mit Molde gewann er in den Saisons 2011 und 2012 die norwegische Meisterschaft. Die Rückrunde der Saison 2012 spielte Tripić auf Leihbasis beim Ligakonkurrenten Fredrikstad FK.
Im März 2014 wechselte Tripić innerhalb der Liga zu Start Kristiansand. Im Januar 2015 wechselte er zum deutschen Zweitligisten SpVgg Greuther Fürth.  Ab August 2017 spielte Tripić für Sheriff Tiraspol. Im Februar 2018 schloss er sich Viking Stavanger an. Im Januar 2020 wechselte Tripić zu Göztepe Izmir, ehe er im Mai 2021 zu Stavanger zurückkehrte.

### Nationalmannschaft
Am 11. Oktober 2012 debütierte Tripić beim 2:1-Sieg in den Niederlanden für die norwegische U20-Nationalmannschaft. Am 14. Oktober 2014 absolvierte er sein erstes Spiel für die U23-Auswahl beim 2:0-Sieg gegen die U20-Nationalmannschaft der Ukraine.

## Erfolge
Molde FK
- Norwegischer Meister: 2011, 2012
- Norwegischer Pokalsieger: 2013